# کارلوس اوسوسیتو
کارلوس اوسوسیتو (انگلیسی: Carlos Expósito؛ زادهٔ ۱۱ ژوئیهٔ ۱۹۹۱) بازیکن فوتبال اهل اسپانیا است.
از باشگاه‌هایی که در آن بازی کرده‌است می‌توان به باشگاه فوتبال آلکورکون، باشگاه فوتبال رئال مادرید سی، و باشگاه فوتبال رکریتیوو اوئلوا اشاره کرد.